# 인피니티 QX50
인피니티 QX50은 일본의 자동차 회사인 인피니티에서 생산/판매하는 중형 SUV이다.

## 판매 대수
| 연도   | 미국   | 캐나다 |
| ------ | ------ | ------ |
| 2021년 | 19,195 | 2,158  |
| 2022년 | 11,105 | 1,183  |